# Der Mann, der zweimal starb
Der Mann, der zweimal starb (Originaltitel: You Only Die Twice) ist ein israelischer Dokumentarfilm über eine verdoppelte österreichisch-jüdische Identität des 20. Jahrhunderts aus dem Jahr 2018. Regie führte der Professor für Dokumentarfilm an der Bezalel-Akademie in Jerusalem, Yair Lev.

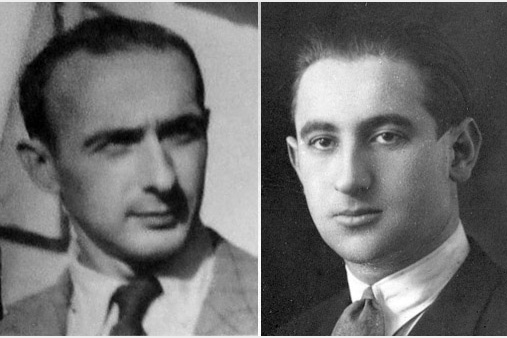
Zwei Männer, die denselben Namen trugen und am selben Tag geboren wurden. Wer ist der echte Ernst Bechinsky?

Der Film folgt der Recherche des israelischen Regisseurs, der sich auf die Suche nach einem Mann macht, der offenbar am selben Tag, dem 12. Juli 1902, und in derselben Stadt (Wien) wie sein Großvater geboren wurde – jedoch 18 Jahre später in Tirol verstorben sein soll. Der zweite Mann gleichen Namens war in seinen letzten Lebensjahren auch Präsident der Israelitischen Kultusgemeinde für Tirol und Vorarlberg, also ein offizieller Amtsträger der kleinen jüdischen Gemeinde in Westösterreich.
Der im Stil eines Thrillers geschnittene Streifen wurde am 6. März 2018 im Innsbrucker Leokino uraufgeführt und im Mai 2018 beim Docaviv Filmfestival zweimal ausgezeichnet. Am 11. März 2018 lief der Film im ORF-Special zum Gedenken an den „Anschluss“ Österreichs an das Deutsche Reich 1938; am 16. Mai 2018 wurde er im Dox-Format des Bayerischen Rundfunks gezeigt.

## Inhalt

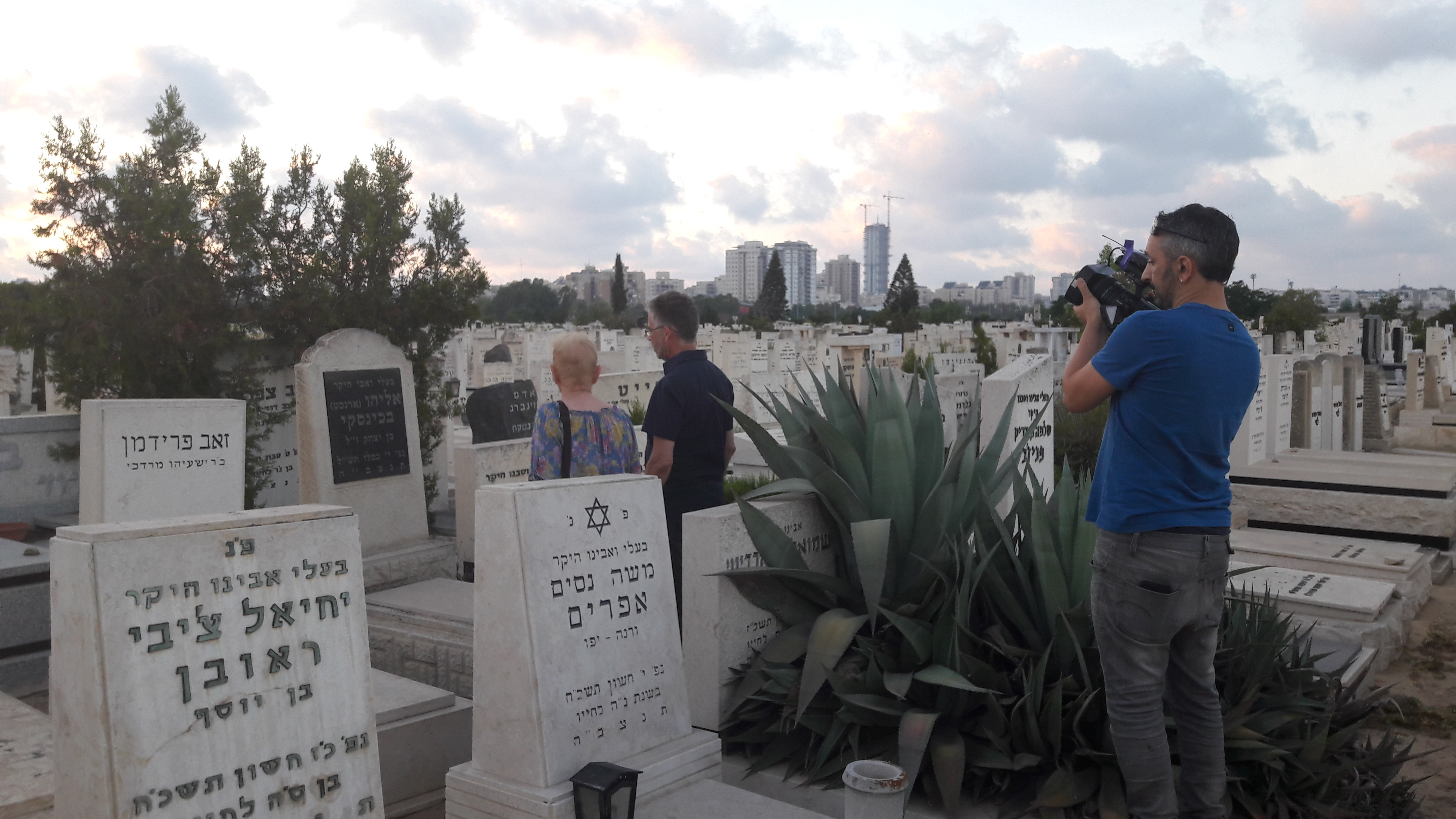
Regisseur Yair Lev und seine Mutter Chava Lev auf dem Friedhof von Holon, Israel

Die Mutter des Regisseurs, Chava Lev, erreicht aus Österreich die Nachricht, dass sie einen Erb-Anspruch auf ein kleines Haus in London erheben kann – nur gäbe es da auch noch ein Problem: Ihr Vater sei nach den Wiener Unterlagen nicht 1969 in Tel Aviv, sondern 1987 in Innsbruck gestorben. Ihr Sohn Yair Lev, Hauptdarsteller, Drehbuchautor und Regisseur des Filmprojekts, macht sich auf den Weg nach Wien, um die Wahrheit über den Mann herauszufinden, der, wie er vermutet, nach dem Krieg die Identität seines Großvaters geklont hat. Erste Recherchen zeigen, dass er mit einer nichtjüdischen Tirolerin verheiratet war. In den Innsbrucker Archiven findet sich verstörendes Material zur Familie dieser noch völlig unbekannten Gattin namens Ilse Focke, an die sich auch in der Kultusgemeinde niemand erinnern kann. Ihr Vater, ihre Mutter und ihre Schwägerin sind illegale NSDAP-Mitglieder gewesen, der Bruder darüber hinaus bei der SA und der SS. Viel mehr soll aus Rücksicht auf den Spannungsbogen des Films hier nicht verraten werden. Immer wieder nehmen die Recherchen überraschende Wendungen, ein zweiter Handlungsstrang entsteht aus der Begegnung mit Nachkommen dieser Tiroler Familie.

## Entstehung

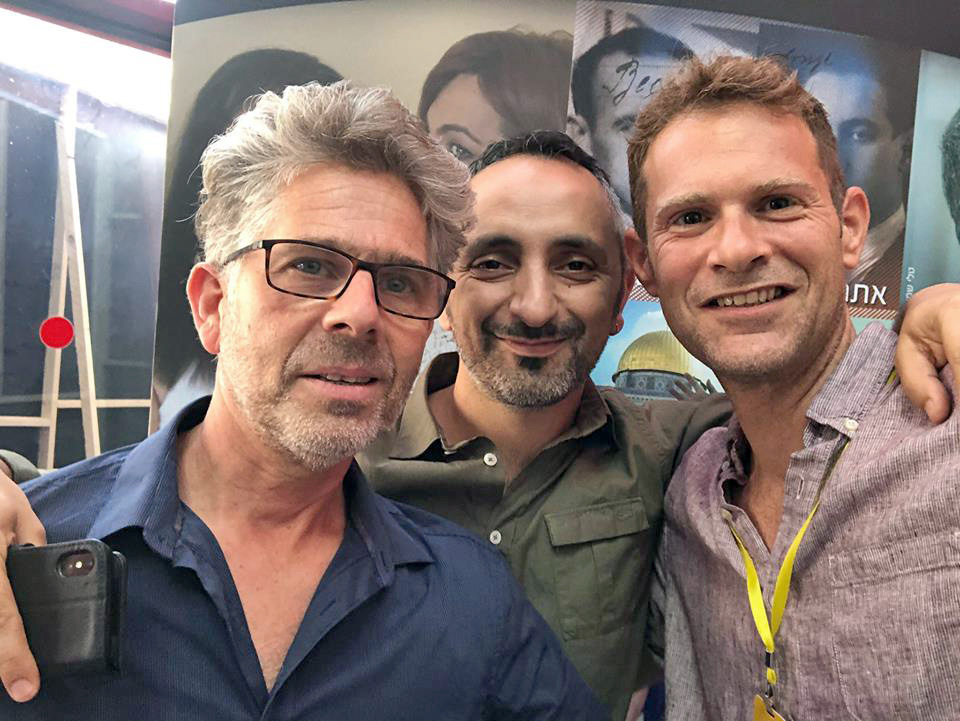
Regisseur Yair Lev, Produzent David Deri und yes docu Repräsentant Guy Lavie bei der Israelischen Premiere beim Docaviv Festival 2018

Die beiden renommierten Filmemacher Lev und Deri, die seit vielen Jahren als Regisseure, aber auch als Produzenten, als Kameramann und akademischer Filmlehrer arbeiten, brachen im Winter 2012 auf eigene Kosten zu den ersten Drehtagen nach Wien und Innsbruck auf, um das Potenzial der damals völlig unklaren Geschichte auszuloten. Nach ihrer Rückkehr schnitten sie einen Trailer und konnten den israelischen Kabelkanal yes docu als erste Produktionsfirma gewinnen. Bei weiteren Pitchings auf Dokumentarfilmfestivals kamen dann noch die Nikolaus Geyrhalter Filmproduktion, und über diese der ORF und der Bayerische Rundfunk als Co-Produzenten und -Finanziers an Bord.

## Drehorte
Gedreht wurde von 2012 bis 2017 in Innsbruck, Hall in Tirol, Wien, München, Zagreb, Stara Gradiška, Petach Tikva, Holon und Tel Aviv.

## Das Buch zum Film
Da die fünf Jahre dauernde Recherche eine große Menge an zum Verständnis wertvollem, aber für den Film nicht verwertbarem Material zu Tage brachte, entstand bald parallel zum Dreh ein Buch zum Film, das dieselbe Geschichte, allerdings aus einer ganz anderen Perspektive erzählt. Ist es im Film der Enkel des in Israel verstorbenen Ernst Bechinsky, der seine Suche nach der Person hinter dem Identitätsdiebstahl dokumentiert, so schildert im Buch der in Innsbruck verstorbene Ernst Beschinsky einem Historiker seine Sicht der Dinge als autobiographische Erzählung. Der für die Film-Recherche engagierte Innsbrucker Historiker Niko Hofinger publizierte das Buch Maneks Listen zeitgleich mit der Erstausstrahlung des Films im ORF.

## Auszeichnungen

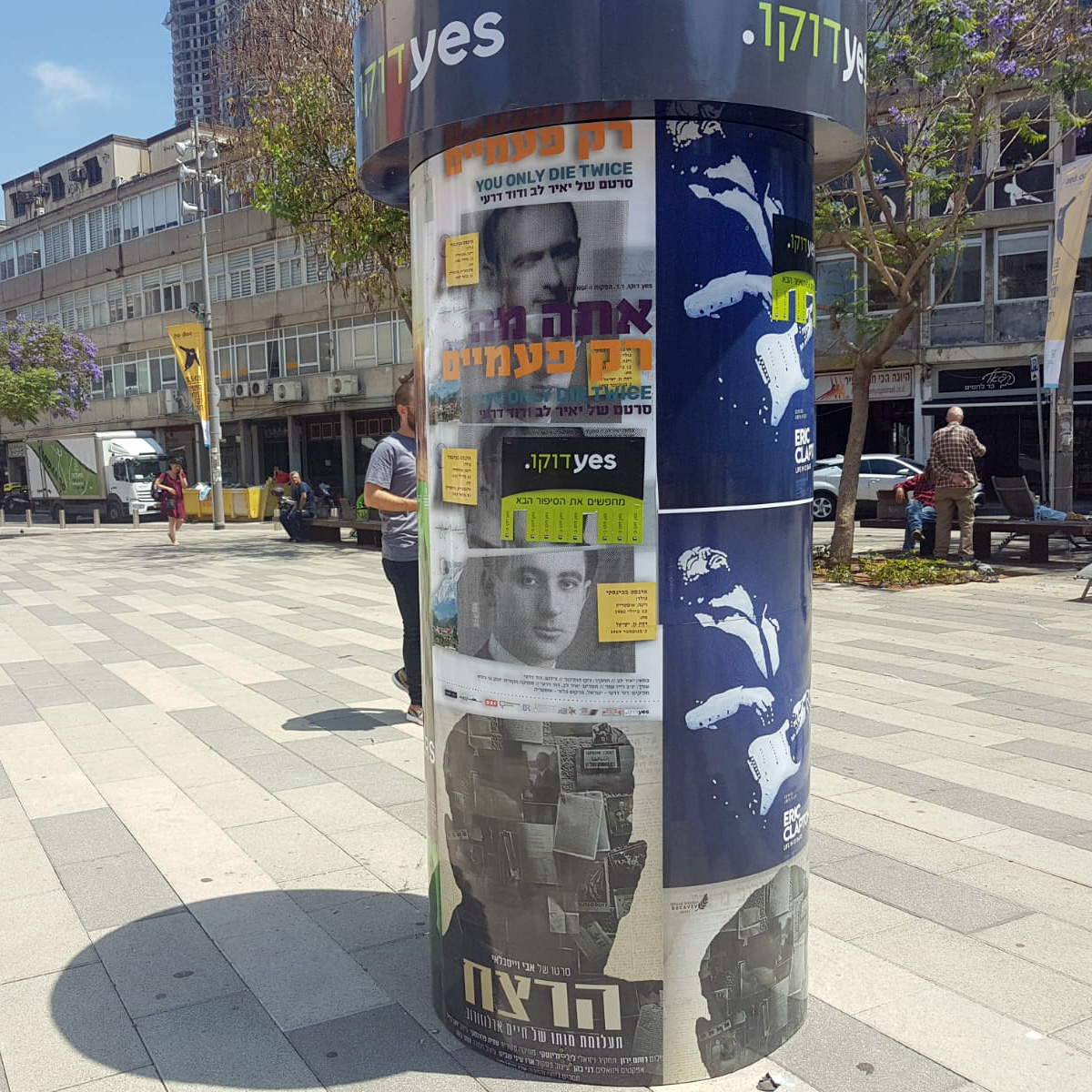
Litfaßsäule in Tel Aviv mit dem Film-Plakat (אתה מת רק פעמיים)

Der Film gewann beim Docaviv Festival im Mai 2018 in der Kategorie Beste Recherche. Beim selben Festival wurde er vom Publikum mit dem Audience Award ausgezeichnet. Im September 2018 war der Film in der Kategorie Bester Dokumentarfilm mit über 60 Minuten Spielzeit beim Ophir Award, den Israelischen Oscars nominiert; im November 2018 erhielt der Film noch eine Auszeichnung für die Beste Recherche beim Israeli Documentary Filmmaker Forum.